# بارتلت (کالیفرنیا)
بارتلت (به انگلیسی: Bartlett) یک منطقهٔ مسکونی در ایالات متحده آمریکا است که در شهرستان اینیو، کالیفرنیا واقع شده‌است. بارتلت ۱٬۱۰۳ متر بالاتر از سطح دریا قرار دارد.